# La politica dell'esperienza
La politica dell'esperienza e L'uccello del paradiso è il titolo completo (due saggi) di un libro pubblicato in lingua inglese nel 1967 dallo psichiatra scozzese Ronald David Laing. In esso viene criticata l'idea di normalità nella società moderna, cercando di dimostrare che non sono le persone ad essere malate ma il mondo. La psicosi viene presentata come "un viaggio psichedelico di scoperta in cui i confini della percezione e la consapevolezza sono allargati". Lo scritto finale "L'uccello del paradiso" è ispirato dall'estesa sperimentazione di Laing dell'LSD.
La prima edizione italiana risale a marzo del 1968, tradotta dall'inglese da Aldo Tagliaferri.
Sebbene non si fosse mai considerato un antipsichiatra, Laing è stato definito come "il più influente e iconico tra gli antipsichiatri degli anni '60 e '70.